# Axel Kielland
Axel Zetlitz Kielland (Stavangar, 14 februari 1907 - Oslo, 25 november 1963) was een Noorse journalist, misdaadverslaggever, theatercriticus en  schrijver van boeken en toneelstukken.

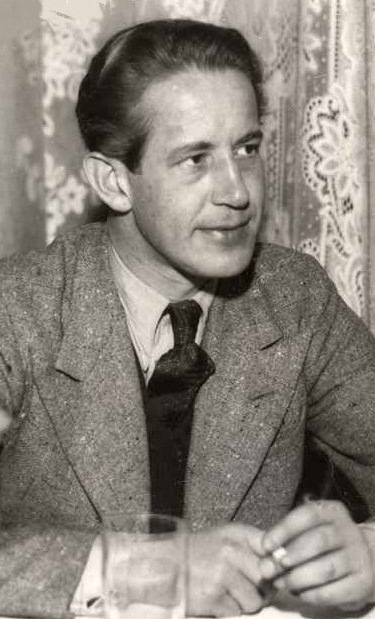
Axell Kielland (tussen 1930-1935)

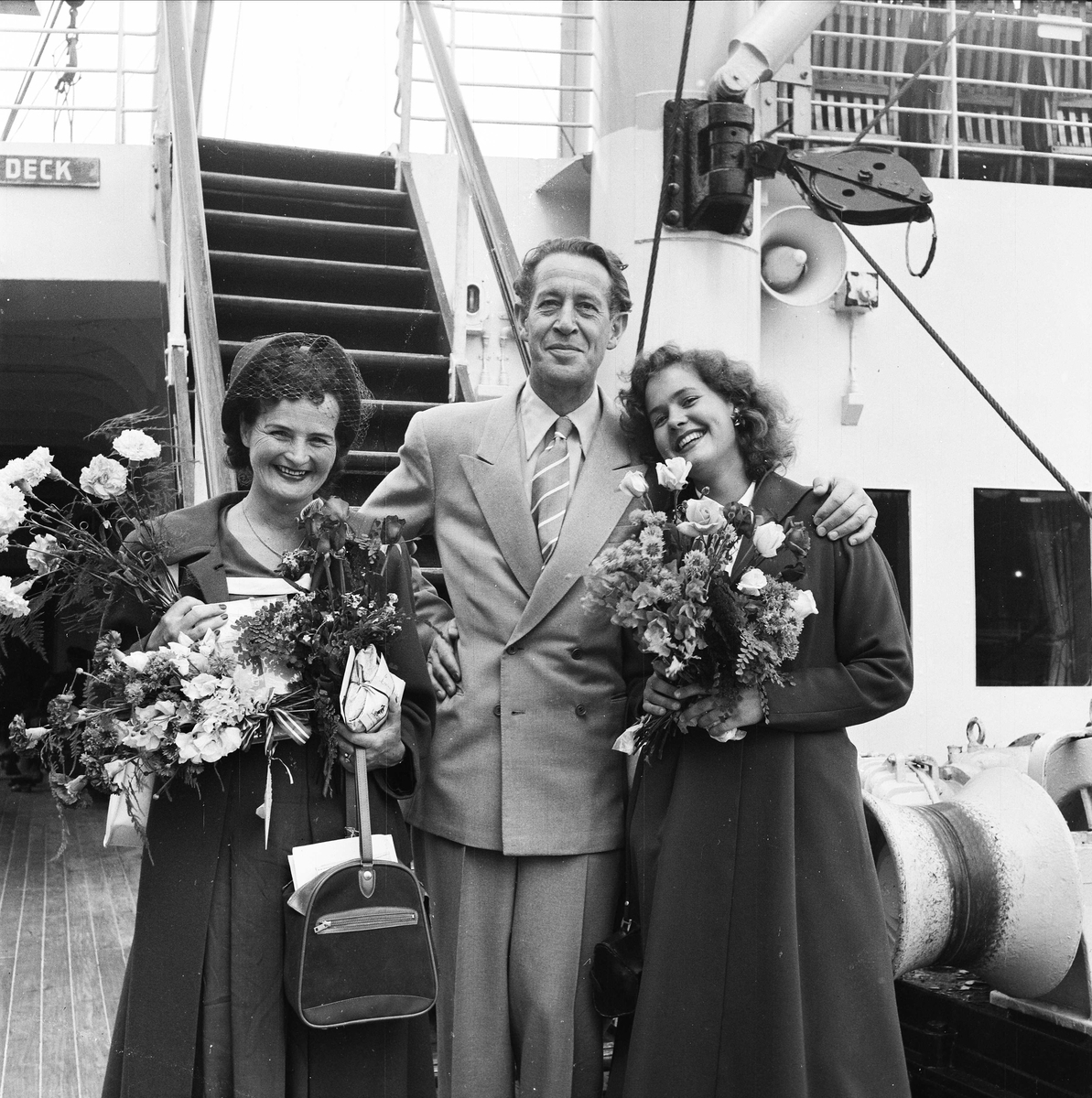
Axel Kielland tussen zijn ex-vrouw Sonja Mjøen en haar dochter op 15 juli 1953, bij het vertrek van de dames naar de VS

## Biografie
Hij was de zoon van schrijver Jens Zetlitz Kielland (1873-1926) en Anna Gunhilde Holst, en de kleinzoon van de schrijver Alexander Kielland. 
Van 1932 tot 1946 was hij gehuwd met de actrice Sonja Mjøen (één kind : Irene Kielland Gabrielsen),  en vanaf 1947 met Agni Kerin (één kind).
Kielland werkte vanaf 1927 voor de krant Dagbladet.  